# Список птахів Афганістану
Це перелік видів птахів, зафіксованих на території Афганістану. Авіфауна Афганістану налічує загалом 513 видів, з яких 4 були інтродуковані людьми. 25 видів перебувають під загрозою зникнення.

## Позначки
Наступні теги використані для виділення деяких категорій птахів.
- (А) Випадковий — вид, який рідко або випадково трапляється в Афганістані
- (I) Інтродукований — вид, завезений до Афганістану як наслідок, прямих чи непрямих дій людських дій

## Гусеподібні(Anseriformes)
Родина: Качкові (Anatidae)
- Гуска гірська, Anser indicus
- Гуска сіра, Anser anser
- Гуска білолоба, Anser albifrons
- Гуска мала, Anser erythropus
- Казарка червоновола, Branta ruficollis
- Лебідь-шипун, Cygnus olor
- Лебідь-кликун, Cygnus cygnus
- Огар рудий, Tadorna ferruginea
- Галагаз звичайний, Tadorna tadorna
- Чирянка-крихітка індійська, Nettapus coromandelianus
- Чирянка-квоктун, Sibirionetta formosa (A)
- Чирянка велика, Spatula querquedula
- Широконіска північна, Spatula clypeata
- Нерозень, Mareca strepera
- Качка далекосхідна, Mareca falcata (A)
- Свищ євразійський, Mareca penelope
- Крижень звичайний, Anas platyrhynchos
- Шилохвіст північний, Anas acuta
- Чирянка мала, Anas crecca
- Чирянка вузькодзьоба, Marmaronetta angustirostris
- Чернь червонодзьоба, Netta rufina
- Попелюх звичайний, Aythya ferina
- Чернь білоока, Aythya nyroca
- Чернь чубата, Aythya fuligula
- Чернь морська, Aythya marila
- Турпан білокрилий, Melanitta fusca (A)
- Гоголь зеленоголовий, Bucephala clangula
- Крех малий, Mergellus albellus
- Крех великий, Mergus merganser
- Крех середній, Mergus serrator (A)
- Савка білоголова, Oxyura leucocephala

## Куроподібні(Galliformes)
Родина: Фазанові (Phasianidae)
- Куріпка пустельна, Ammoperdix griseogularis
- Перепілка звичайна, Coturnix coturnix
- Кеклик кремовогорлий, Alectoris chukar
- Улар тибетський, Tetraogallus tibetanus
- Улар гімалайський, Tetraogallus himalayensis
- Турач туркменський, Francolinus francolinus
- Francolinus pondicerianus
- Монал гімалайський, Lophophorus impejanus
- Фазан звичайний, Phasianus colchicus
- Фазан гімалайський, Catreus wallichii
- Куріпка сіра, Perdix perdix
- Коклас, Pucrasia macrolopha

## Фламінгоподібні(Phoenicopteriformes)
Родина: Фламінгові (Phoenicopteridae)
- Фламінго рожевий, Phoenicopterus roseus
- Фламінго малий, Phoenicopterus minor (A)

## Пірникозоподібні(Podicipediformes)
Родина: Пірникозові (Podicipedidae)
- Пірникоза мала, Tachybaptus ruficollis
- Пірникоза сірощока, Podiceps grisegena
- Пірникоза велика, Podiceps cristatus
- Пірникоза чорношия, Podiceps nigricollis

## Голубоподібні(Columbiformes)
Родина: Голубові (Columbidae)
- Голуб сизий, Columba livia
- Голуб скельний, Columba rupestris
- Голуб білоспинний, Columba leuconota
- Голуб цяткований, Columba guinea (I)
- Голуб-синяк, Columba oenas (A)
- Голуб бурий, Columba eversmanni
- Припутень, Columba palumbus
- Горлиця звичайна, Streptopelia turtur
- Горлиця велика, Streptopelia orientalis
- Горлиця садова, Streptopelia decaocto
- Горлиця китайська, Spilopelia chinensis (A)
- Горлиця мала, Spilopelia senegalensis

## Рябкоподібні(Pterocliformes)
Родина: Рябкові (Pteroclidae)
- Саджа тибетська, Syrrhaptes tibetanus
- Рябок білочеревий, Pterocles alchata
- Рябок сенегальський, Pterocles senegallus (A)
- Рябок чорночеревий, Pterocles orientalis
- Рябок рудоголовий, Pterocles coronatus
- Рябок абісинський, Pterocles lichtensteinii

## Дрохвоподібні(Otidiformes)
Родина: Дрохвові (Otididae)
- Дрохва євразійська, Otis tarda
- Джек східний, Chlamydotis macqueenii
- Хохітва, Tetrax tetrax

## Зозулеподібні(Cuculiformes)
Родина: Зозулеві (Cuculidae)
- Зозуля строката, Clamator jacobinus (A)
- Eudynamys scolopaceus
- Зозуля мала, Cuculus poliocephalus
- Зозуля звичайна, Cuculus canorus

## Дрімлюгоподібні(Caprimulgiformes)
Родина: Дрімлюгові (Caprimulgidae)
- Дрімлюга звичайний, Caprimulgus europaeus
- Дрімлюга буланий, Caprimulgus aegyptius
- Дрімлюга пакистанський, Caprimulgus mahrattensis
- Дрімлюга індійський, Caprimulgus asiaticus

## Серпокрильцеві(Apodiformes)
Родина: Серпокрильцеві (Apodidae)
- Колючохвіст білогорлий, Hirundapus caudacutus (A)
- Серпокрилець білочеревий, Apus melba
- Серпокрилець чорний, Apus apus
- Серпокрилець малий, Apus affinis

## Журавлеподібні(Gruiformes)
Родина: Пастушкові (Rallidae)
- Пастушок водяний, Rallus aquaticus
- Деркач лучний, Crex crex
- Погонич звичайний, Porzana porzana
- Курочка водяна, Gallinula chloropus
- Лиска звичайна, Fulica atra
- Султанка сіроголова, Porphyrio poliocephalus
- Погонич індійський, Zapornia fusca (A)
- Погонич малий, Zapornia parva
- Погонич-крихітка, Zapornia pusilla

Родина: Журавлеві (Gruidae)
- Журавель степовий, Anthropoides virgo
- Журавель білий, Leucogeranus leucogeranus (A) (можливо, локально вимер)[1]
- Журавель сірий, Grus grus

## Сивкоподібні(Charadriiformes)
Родина: Лежневі (Burhinidae)
- Лежень степовий, Burhinus oedicnemus

Родина: Чоботарові (Recurvirostridae)
- Кулик-довгоніг чорнокрилий, Himantopus himantopus
- Чоботар синьоногий, Recurvirostra avosetta

Родина: Серподзьобові (Ibidorhynchidae)
- Серподзьоб, Ibidorhyncha struthersii (A)

Родина: Куликосорокові (Haematopodidae)
- Кулик-сорока євразійський, Haematopus ostralegus

Родина: Сивкові (Charadriidae)
- Сивка морська, Pluvialis squatarola
- Сивка бурокрила, Pluvialis fulva (A)
- Чайка чубата, Vanellus vanellus
- Чайка індійська, Vanellus indicus
- Чайка степова, Vanellus gregarius
- Чайка білохвоста, Vanellus leucurus
- Пісочник монгольський, Charadrius mongolus (V)
- Пісочник товстодзьобий, Charadrius leschenaultii
- Пісочник каспійський, Charadrius asiaticus
- Пісочник морський, Charadrius alexandrinus
- Пісочник великий, Charadrius hiaticula
- Пісочник малий, Charadrius dubius

Родина: Мальованцеві (Rostratulidae)
- Мальованець афро-азійський, Rostratula benghalensis

Родина: Яканові (Jacanidae)
- Якана довгохвоста, Hydrophasianus chirurgus

Родина: Баранцеві (Scolopacidae)
- Кульон середній, Numenius phaeopus
- Кульон східний, Numenius madagascariensis (A)
- Кульон великий, Numenius arquata
- Грицик малий, Limosa lapponica
- Грицик великий, Limosa limosa
- Крем'яшник звичайний, Arenaria interpres
- Брижач, Calidris pugnax
- Побережник болотяний, Calidris falcinellus (A)
- Побережник червоногрудий, Calidris ferruginea
- Побережник білохвостий, Calidris temminckii
- Побережник білий, Calidris alba
- Побережник чорногрудий, Calidris alpina
- Побережник малий, Calidris minuta
- Баранець малий, Lymnocryptes minimus
- Слуква лісова, Scolopax rusticola
- Баранець-самітник, Gallinago solitaria
- Баранець звичайний, Gallinago gallinago
- Баранець азійський, Gallinago stenura (A)
- Мородунка, Xenus cinereus
- Плавунець круглодзьобий, Phalaropus lobatus
- Набережник палеарктичний, Actitis hypoleucos
- Коловодник лісовий, Tringa ochropus
- Коловодник чорний, Tringa erythropus
- Коловодник великий, Tringa nebularia
- Коловодник ставковий, Tringa stagnatilis (A)
- Коловодник болотяний, Tringa glareola
- Коловодник звичайний, Tringa totanus

Родина: Дерихвостові (Glareolidae)
- Бігунець пустельний, Cursorius cursor
- Дерихвіст лучний, Glareola pratincola (A)
- Дерихвіст малий, Glareola lactea (A)

Родина: Мартинові (Laridae)
- Мартин тонкодзьобий, Chroicocephalus genei
- Мартин звичайний, Chroicocephalus ridibundus
- Мартин буроголовий, Chroicocephalus brunnicephalus (A)
- Мартин малий, Hydrocoloeus minutus (A)
- Мартин каспійський, Ichthyaetus ichthyaetus
- Мартин сизий, Larus canus (A)
- Мартин чорнокрилий, Larus fuscus
- Крячок малий, Sternula albifrons
- Крячок чорнодзьобий, Gelochelidon nilotica
- Крячок каспійський, Hydroprogne caspia
- Крячок чорний, Chlidonias niger (A)
- Крячок білокрилий, Chlidonias leucopterus
- Крячок білощокий, Chlidonias hybrida (A)
- Крячок річковий, Sterna hirundo
- Крячок індійський, Sterna aurantia (A)

## Лелекоподібні(Ciconiiformes)
Родина: Лелекові (Ciconiidae)
- Лелека чорний, Ciconia nigra
- Лелека білий, Ciconia ciconia

## Сулоподібні(Suliformes)
Родина: Бакланові (Phalacrocoracidae)
- Баклан яванський, Microcarbo niger (A)
- Баклан малий, Microcarbo pygmeus
- Баклан великий, Phalacrocorax carbo
- Баклан індійський, Phalacrocorax fuscicollis (A)

## Пеліканоподібні(Pelecaniformes)
Родина: Пеліканові (Pelecanidae)
- Пелікан рожевий, Pelecanus onocrotalus
- Пелікан кучерявий, Pelecanus crispus

Родина: Чаплеві (Ardeidae)
- Бугай водяний, Botaurus stellaris
- Бугайчик звичайний, Ixobrychus minutus
- Бугайчик рудий, Ixobrychus cinnamomeus (A)
- Чапля сіра, Ardea cinerea
- Чапля руда, Ardea purpurea
- Чепура велика, Ardea alba
- Чепура мала, Egretta garzetta (A)
- Чапля єгипетська, Bubulcus ibis (A)
- Чапля жовта, Ardeola ralloides (A)'
- Квак звичайний, Nycticorax nycticorax

Родина: Ібісові (Threskiornithidae)
- Коровайка бура, Plegadis falcinellus
- Косар білий, Platalea leucorodia

## Яструбоподібні(Accipitriformes)
Родина: Скопові (Pandionidae)
- Скопа, Pandion haliaetus

Родина: Яструбові (Accipitridae)
- Шуліка чорноплечий, Elanus caeruleus
- Ягнятник, Gypaetus barbatus
- Стерв'ятник, Neophron percnopterus
- Осоїд євразійський, Pernis apivorus (A)
- Осоїд чубатий, Pernis ptilorhynchus
- Гриф чорний, Aegypius monachus
- Сип бенгальський, Gyps bengalensis (A)
- Кумай, Gyps himalayensis
- Сип білоголовий, Gyps fulvus
- Змієїд блакитноногий, Circaetus gallicus
- Підорлик великий, Clanga clanga
- Орел-карлик, Hieraaetus pennatus
- Орел рудий, Aquila rapax (A)
- Орел степовий, Aquila nipalensis
- Орел-могильник, Aquila heliaca
- Беркут, Aquila chrysaetos
- Орел-карлик яструбиний, Aquila fasciata (A)
- Канюк білоокий, Butastur teesa (A)
- Лунь очеретяний, Circus aeruginosus
- Лунь польовий, Circus cyaneus
- Лунь степовий, Circus macrourus
- Лунь лучний, Circus pygargus
- Яструб туркестанський, Accipiter badius
- Яструб коротконогий, Accipiter brevipes (A)
- Яструб малий, Accipiter nisus
- Яструб великий, Accipiter gentilis
- Шуліка чорний, Milvus migrans
- Орлан-білохвіст, Haliaeetus albicilla
- Орлан-довгохвіст, Haliaeetus leucoryphus
- Зимняк, Buteo lagopus
- Канюк звичайний, Buteo buteo
- Канюк степовий, Buteo rufinus

## Совоподібні(Strigiformes)
Родина: Сипухові (Tytonidae)
- Сипуха крапчаста, Tyto alba (A)

Родина: Совові (Strigidae)
- Сплюшка індійська, Otus bakkamoena
- Сплюшка євразійська, Otus scops
- Сплюшка булана, Otus brucei (A)
- Пугач звичайний, Bubo bubo
- Сичик-горобець малий, Taenioptynx brodiei
- Сич хатній, Athene noctua
- Сова сіра, Strix aluco
- Сова вухата, Asio otus
- Сова болотяна, Asio flammeus
- Сич волохатий, Aegolius funereus (A)

## Bucerotiformes
Родина: Одудові (Upupidae)
- Одуд, Upupa epops

## Сиворакшоподібні(Coraciiformes)
Родина: Рибалочкові (Alcedinidae)
- Рибалочка блакитний, Alcedo atthis
- Альціон білогрудий, Halcyon smyrnensis
- Рибалочка-чубань азійський, Megaceryle lugubris
- Рибалочка строкатий, Ceryle rudis

Родина: Бджолоїдкові (Meropidae)
- Бджолоїдка зелена, Merops persicus
- Бджолоїдка звичайна, Merops apiaster

Родина: Сиворакшові (Coraciidae)
- Сиворакша євразійська, Coracias garrulus
- Сиворакша бенгальська, Coracias benghalensis

## Дятлоподібні(Piciformes)
Родина: Дятлові (Picidae)
- Крутиголовка звичайна, Jynx torquilla
- Добаш індійський, Picumnus innominatus
- Dendrocoptes auriceps(інші мови)
- Дятел білокрилий, Dendrocopos leucopterus
- Dendrocopos himalayensis(інші мови)
- Picus squamatus(інші мови)

## Соколоподібні(Falconiformes)
Родина: Соколові (Falconidae)
- Боривітер степовий, Falco naumanni
- Боривітер звичайний, Falco tinnunculus
- Кібчик червононогий, Falco vespertinus
- Підсоколик малий, Falco columbarius
- Підсоколик великий, Falco subbuteo
- Лагар, Falco jugger
- Балабан, Falco cherrug
- Кречет, Falco rusticolus (A)
- Сапсан, Falco peregrinus

## Папугоподібні(Psittaciformes)
Родина: Psittaculidae
- Папуга індійський, Psittacula eupatria (A)
- Папуга Крамера, Psittacula krameri (I)
- Папужець гімалайський, Psittacula himalayana

## Горобцеподібні(Passeriformes)
Родина: Личинкоїдові (Campephagidae)
- Личинкоїд китайський, Pericrocotus ethologus
- Личинкоїд рожевий, Pericrocotus roseus (A)

Родина: Вивільгові (Oriolidae)
- Вивільга звичайна, Oriolus oriolus
- Вивільга індійська, Oriolus kundoo

Родина: Дронгові (Dicruridae)
- Дронго чорний, Dicrurus macrocercus
- Дронго сірий, Dicrurus leucophaeus

Родина: Монархові (Monarchidae)
- Монарх-довгохвіст азійський, Terpsiphone paradisi

Родина: Сорокопудові (Laniidae)
- Сорокопуд терновий, Lanius collurio (A)
- Lanius phoenicuroides(інші мови)
- Сорокопуд рудохвостий, Lanius isabellinus
- Сорокопуд сибірський, Lanius cristatus (A)
- Сорокопуд індійський, Lanius vittatus
- Сорокопуд довгохвостий, Lanius schach
- Сорокопуд сірий, Lanius excubitor
- Сорокопуд чорнолобий, Lanius minor
- Сорокопуд червоноголовий, Lanius senator (A)

Родина: Воронові (Corvidae)
- Сойка гімалайська, Garrulus lanceolatus
- Сорока звичайна, Pica pica
- Горіхівка крапчаста, Nucifraga caryocatactes
- Галка червонодзьоба, Pyrrhocorax pyrrhocorax
- Галка червонодзьоба, Pyrrhocorax pyrrhocorax
- Галка альпійська, Pyrrhocorax graculus
- Галка звичайна, Corvus monedula
- Ворона індійська, Corvus splendens (A)
- Грак, Corvus frugilegus
- Ворона чорна, Corvus corone
- Ворона сіра, Corvus cornix
- Ворона великодзьоба, Corvus macrorhynchos
- Крук пустельний, Corvus ruficollis
- Крук звичайний, Corvus corax

Родина: Синицеві (Paridae)
- Синиця чорна, Periparus ater
- Синиця афганська, Periparus rufonuchalis
- Синиця біла, Cyanistes cyanus
- Синиця довгодзьоба, Pseudopodoces humilis
- Синиця велика, Parus major
- Синиця південноазійська, Parus cinereus

Родина: Ремезові (Remizidae)
- Ремез звичайний, Remiz pendulinus
- Remiz macronyx
- Ремез азійський, Remiz coronatus

Родина: Жайворонкові (Alaudidae)
- Пікір великий, Alaemon alaudipes
- Жайворонок вохристий, Ammomanes cinctura
- Жайворонок пустельний, Ammomanes deserti
- Жайворонок рогатий, Eremophila alpestris
- Жайворонок малий, Calandrella brachydactyla
- Жайворонок тонкодзьобий, Calandrella acutirostris
- Жайворонок двоплямистий, Melanocorypha bimaculata
- Жайворонок степовий, Melanocorypha calandra
- Alaudala rufescens
- Жайворонок крихітний, Alaudala raytal (A)
- Жайворонок лісовий, Lullula arborea (A)
- Жайворонок польовий, Alauda arvensis
- Жайворонок індійський, Alauda gulgula
- Посмітюха звичайна, Galerida cristata

Родина: Panuridae
- Синиця вусата, Panurus biarmicus

Родина: Тамікові (Cisticolidae)
- Принія гірська, Prinia crinigera
- Prinia lepida
- Принія вохристобока, Prinia inornata (A)
- Таміка віялохвоста, Cisticola juncidis

Родина: Очеретянкові (Acrocephalidae)
- Берестянка мала, Iduna caligata
- Берестянка південна, Iduna rama
- Берестянка бліда, Iduna pallida (A)
- Берестянка пустельна, Hippolais languida
- Очеретянка тонкодзьоба, Acrocephalus melanopogon
- Очеретянка індійська, Acrocephalus agricola
- Очеретянка тупокрила, Acrocephalus concinens
- Очеретянка садова, Acrocephalus dumetorum
- Очеретянка великодзьоба, Acrocephalus orinus
- Очеретянка ставкова, Acrocephalus scirpaceus
- Очеретянка велика, Acrocephalus arundinaceus
- Очеретянка південна, Acrocephalus stentoreus

Родина: Кобилочкові (Locustellidae)
- Кобилочка-цвіркун, Locustella naevia

Родина: Ластівкові (Hirundinidae)
- Ластівка сіровола, Riparia chinensis
- Ластівка берегова, Riparia riparia
- Ластівка бліда, Riparia diluta
- Ластівка скельна, Ptyonoprogne rupestris
- Ластівка афро-азійська, Ptyonoprogne fuligula
- Ластівка сільська, Hirundo rustica
- Ластівка ниткохвоста, Hirundo smithii
- Ластівка даурська, Cecropis daurica
- Ясківка індійська, Petrochelidon fluvicola
- Ластівка міська, Delichon urbicum
- Ластівка азійська, Delichon dasypus

Родина: Бюльбюлеві (Pycnonotidae)
- Бюльбюль червоночубий, Pycnonotus cafer
- Бюльбюль рудогузий, Pycnonotus leucotis
- Бюльбюль білощокий, Pycnonotus leucogenys
- Горована гімалайська, Hypsipetes leucocephalus

Родина: Вівчарикові (Phylloscopidae)
- Вівчарик жовтобровий, Phylloscopus sibilatrix (A)
- Вівчарик алтайський, Phylloscopus humei
- Вівчарик афганський, Phylloscopus subviridis
- Вівчарик золотомушковий, Phylloscopus proregulus
- Вівчарик непальський, Phylloscopus chloronotus
- Вівчарик тонкодзьобий, Phylloscopus tytleri
- Вівчарик товстодзьобий, Phylloscopus schwarzi
- Вівчарик індійський, Phylloscopus griseolus
- Вівчарик іранський, Phylloscopus neglectus
- Вівчарик весняний, Phylloscopus trochilus
- Вівчарик світлокрилий, Phylloscopus sindianus
- Вівчарик-ковалик, Phylloscopus collybita
- Вівчарик жовточеревий, Phylloscopus nitidus
- Вівчарик зелений, Phylloscopus trochiloides
- Вівчарик шелюговий, Phylloscopus borealis (A)
- Вівчарик світлоголовий, Phylloscopus occipitalis

Родина: Вертункові (Scotocercidae)
- Вертунка, Scotocerca inquieta

Родина: Cettiidae
- Очеретянка середземноморська, Cettia cetti

Родина: Довгохвостосиницеві (Aegithalidae)
- Ополовник чорногорлий, Aegithalos leucogenys

Родина: Кропив'янкові (Sylviidae)
- Кропив'янка садова, Sylvia borin (A)
- Кропив'янка пустельна, Curruca nana
- Кропив'янка рябогруда, Sylvia nisoria (A)
- Кропив'янка прудка, Sylvia curruca
- Кропив'янка товстодзьоба, Curruca crassirostris
- Кропив'янка біловуса, Curruca mystacea
- Кропив'янка сіра, Sylvia communis

Родина: Окулярникові (Zosteropidae)
- Окулярник південний, Zosterops palpebrosus

Родина: Leiothrichidae
- Кратеропа афганська, Argya huttoni
- Кратеропа довгохвоста, Argya caudata (A)
- Чагарниця темноброва, Trochalopteron lineatum
- Чагарниця чорнохвоста, Trochalopteron variegatum

Родина: Золотомушкові (Regulidae)
- Золотомушка жовточуба, Regulus regulus

Родина: Стінолазові (Tichodromidae)
- Стінолаз, Tichodroma muraria

Родина: Повзикові (Sittidae)
- Повзик звичайний, Sitta europaea
- Повзик кашмірський, Sitta cashmirensis
- Повзик білощокий, Sitta leucopsis
- Повзик великий, Sitta tephronota

Родина: Підкоришникові (Certhiidae)
- Підкоришник гімалайський, Certhia himalayana

Родина: Воловоочкові (Troglodytidae)
- Волове очко, Troglodytes troglodytes

Родина: Пронуркові (Cinclidae)
- Пронурок біловолий, Cinclus cinclus
- Пронурок бурий, Cinclus pallasii

Родина: Шпакові (Sturnidae)
- Шпак звичайний, Sturnus vulgaris
- Шпак рожевий, Pastor roseus
- Шпачок брамінський, Sturnia pagodarum
- Майна індійська, Acridotheres tristis
- Майна берегова, Acridotheres ginginianus (A)

Родина: Дроздові (Turdidae)
- Дрізд-омелюх, Turdus viscivorus
- Дрізд білобровий, Turdus iliacus
- Дрізд чорний, Turdus merula
- Дрізд індійський, Turdus unicolor
- Чикотень, Turdus pilaris (A)
- Дрізд каштановий, Turdus rubrocanus
- Дрізд чорноволий, Turdus atrogularis
- Дрізд рудоволий, Turdus ruficollis (A)

Родина: Мухоловкові (Muscicapidae)
- Мухоловка сибірська, Muscicapa sibirica
- Мухоловка сіра, Muscicapa striata
- Соловейко рудохвостий, Cercotrichas galactotes
- Тарабіла, Copsychus fulicatus (A)
- Шама індійська, Copsychus saularis (A)
- Вільшанка, Erithacus rubecula (A)
- Соловейко білобровий, Larvivora brunnea
- Соловейко білогорлий, Irania gutturalis
- Соловейко східний, Luscinia luscinia (A)
- Соловейко західний, Luscinia megarhynchos
- Синьошийка, Luscinia svecica
- Аренга велика, Myophonus caeruleus
- Вилохвістка гірська, Enicurus scouleri
- Вилохвістка плямиста, Enicurus maculatus
- Соловейко червоногорлий, Calliope calliope (A)
- Соловейко білохвостий, Calliope pectoralis
- Синьохвіст гімалайський, Tarsiger rufilatus
- Мухоловка ультрамаринова, Ficedula superciliaris
- Мухоловка рудохвоста, Ficedula ruficauda
- Мухоловка північна, Ficedula albicilla
- Мухоловка мала, Ficedula parva
- Мухоловка строката, Ficedula hypoleuca (A)
- Горихвістка синьолоба, Phoenicurus frontalis
- Горихвістка сиза, Phoenicurus fuliginosus
- Горихвістка рудоспинна, Phoenicurus erythronotus
- Горихвістка водяна, Phoenicurus leucocephalus
- Горихвістка синьоголова, Phoenicurus coeruleocephala
- Горихвістка звичайна, Phoenicurus phoenicurus
- Горихвістка червоночерева, Phoenicurus erythrogastrus
- Горихвістка чорна, Phoenicurus ochruros
- Скеляр білокрилий, Monticola cinclorhyncha
- Скеляр строкатий, Monticola saxatilis
- Скеляр синій, Monticola solitarius
- Трав'янка лучна, Saxicola rubetra (A)
- Трав'янка білоброва, Saxicola macrorhynchus (A)
- Трав'янка білошия, Saxicola maurus
- Трав'янка чорна, Saxicola caprata
- Кам'янка звичайна, Oenanthe oenanthe
- Кам'янка попеляста, Oenanthe isabellina
- Кам'янка білогруда, Oenanthe monacha
- Кам'янка пустельна, Oenanthe deserti
- Кам'янка лиса, Oenanthe pleschanka
- Oenanthe picata(інші мови)
- Кам'янка чорноголова, Oenanthe alboniger
- Oenanthe finschii(інші мови)
- Oenanthe chrysopygia(інші мови)

Родина: Омельгушкові (Hypocoliidae)
- Омельгушка, Hypocolius ampelinus

Родина: Нектаркові (Nectariniidae)
- Маріка пурпурова, Cinnyris asiaticus

Родина: Астрильдові (Estrildidae)
- Бенгалик червоний, Amandava amandava (I)
- Мунія іржаста, Lonchura punctulata (I)

Родина: Тинівкові (Prunellidae)
- Тинівка альпійська, Prunella collaris
- Тинівка гімалайська, Prunella himalayana
- Тинівка рудоброва, Prunella strophiata
- Тинівка передньоазійська, Prunella ocularis (A)
- Тинівка бліда, Prunella fulvescens
- Тинівка чорногорла, Prunella atrogularis
- Тинівка лісова, Prunella modularis

Родина: Горобцеві (Passeridae)
- Горобець саксауловий, Passer ammodendri (A)
- Горобець хатній, Passer domesticus
- Горобець чорногрудий, Passer hispaniolensis
- Горобець рудий, Passer cinnamomeus
- Горобець месопотамський, Passer moabiticus
- Горобець польовий, Passer montanus
- Горобець лимонногорлий, Gymnornis xanthocollis
- Горобець скельний, Petronia petronia
- Горобець короткопалий, Carpospiza brachydactyla (A)
- В'юрок сніговий, Montifringilla nivalis
- Ніверол афганський, Montifringilla theresae

Родина: Плискові (Motacillidae)
- Плиска гірська, Motacilla cinerea
- Плиска жовта, Motacilla flava
- Плиска жовтоголова, Motacilla citreola
- Плиска білоброва, Motacilla maderaspatensis
- Плиска біла, Motacilla alba
- Щеврик азійський, Anthus richardi
- Щеврик іржастий, Anthus rufulus
- Щеврик довгодзьобий, Anthus similis
- Щеврик польовий, Anthus campestris
- Щеврик гімалайський, Anthus sylvanus
- Щеврик лучний, Anthus pratensis (A)
- Щеврик рожевий, Anthus roseatus
- Щеврик лісовий, Anthus trivialis
- Щеврик оливковий, Anthus hodgsoni
- Щеврик червоногрудий, Anthus cervinus
- Щеврик гірський, Anthus spinoletta
- Щеврик американський, Anthus rubescens' (A)

Родина: В'юркові (Fringillidae)
- Зяблик звичайний, Fringilla coelebs
- В'юрок, Fringilla montifringilla
- Коструба афганська, Mycerobas icterioides (A)
- Коструба арчева, Mycerobas carnipes
- Костогриз звичайний, Coccothraustes coccothraustes
- Чечевиця звичайна, Carpodacus erythrinus
- Чечевиця афганська, Carpodacus grandis
- Чечевиця синьцзянська, Carpodacus stoliczkae
- Чечевиця велика, Carpodacus rubicilla
- Чечевиця білоброва, Carpodacus thura
- Снігур звичайний, Pyrrhula pyrrhula
- Чечевичник малиновокрилий, Rhodopechys sanguineus
- Bucanetes githagineus(інші мови)
- Снігар монгольський, Bucanetes mongolicus
- Катуньчик арчевий, Leucosticte nemoricola
- Катуньчик перлистий, Leucosticte brandti
- Rhodospiza obsoleta(інші мови)
- Зеленяк звичайний, Chloris chloris
- Чечітка гірська, Linaria flavirostris
- Коноплянка, Linaria cannabina
- Шишкар ялиновий, Loxia curvirostra (A)
- Щиглик звичайний, Carduelis carduelis
- Щедрик королівський, Serinus pusillus
- Чиж лісовий, Spinus spinus (A)

Родина: Вівсянкові (Emberizidae)
- Вівсянка чорноголова, Emberiza melanocephala (A)
- Вівсянка рудоголова, Emberiza bruniceps
- Просянка, Emberiza calandra
- Вівсянка сіроголова, Emberiza fucata (A)
- Вівсянка гірська, Emberiza cia
- Вівсянка сріблистоголова, Emberiza stewarti
- Вівсянка звичайна, Emberiza citrinella (A)
- Вівсянка білоголова, Emberiza leucocephalos
- Вівсянка скельна, Emberiza buchanani
- Вівсянка садова, Emberiza hortulana
- Вівсянка строкатоголова, Emberiza striolata
- Вівсянка очеретяна, Emberiza schoeniclus
- Вівсянка-крихітка, Emberiza pusilla
- Вівсянка-ремез, Emberiza rustica